# Куяба
Куяба (порт. Cuiabá) — місто в Бразилії, столиця штату Мату-Гросу. Місто розташоване на березі річки Куяба і формує агломерацяю з муніципалітетом Варзеа-Гранді (Várzea Grande). Населення Куяби становить 650 тис. мешканців (оцінка IBGE на 2022 рік), населення агломерації — 800 тис. Відоме під пазвою «зелене місто» через значну кількість дерев.

## Історія
Місто засноване в 1719 році, але було майже покинуто після припинення видобутку золота на початку 20-го століття. У 20-му столітті населення міста зростало швидше за середній рівень по країні. Протягом 1990-х років ріст уповільнився, що пов'язано з економічними проблемами країни. Сьогодні місто виконує адміністративні функції столиці штату та є його промисловим, торговим і фінансовим центром.

## Клімат
Місто знаходиться у зоні, котра характеризується кліматом тропічних саван. Найтепліший місяць — лютий із середньою температурою 27.8 °C (82 °F). Найхолодніший місяць — червень, із середньою температурою 23.9 °С (75 °F).
| Клімат Куяби            | Клімат Куяби | Клімат Куяби | Клімат Куяби | Клімат Куяби | Клімат Куяби | Клімат Куяби | Клімат Куяби | Клімат Куяби | Клімат Куяби | Клімат Куяби | Клімат Куяби | Клімат Куяби | Клімат Куяби |
| Показник                | Січ.         | Лют.         | Бер.         | Квіт.        | Трав.        | Черв.        | Лип.         | Серп.        | Вер.         | Жовт.        | Лист.        | Груд.        | Рік          |
| Абсолютний максимум, °C | 37           | 37           | 38           | 37           | 37           | 37           | 37           | 40           | 40           | 42           | 38           | 43           | 43           |
| Середній максимум, °C   | 32           | 32           | 32           | 32           | 31           | 31           | 32           | 33           | 33           | 33           | 32           | 32           | 32           |
| Середня температура, °C | 27           | 27           | 27           | 26           | 24           | 24           | 24           | 25           | 26           | 27           | 27           | 27           | 26           |
| Середній мінімум, °C    | 22           | 22           | 22           | 21           | 18           | 17           | 16           | 17           | 20           | 22           | 22           | 22           | 20           |
| Абсолютний мінімум, °C  | 18           | 15           | 17           | 12           | 7            | 7            | 6            | 7            | 10           | 10           | 12           | 12           | 6            |
| Норма опадів, мм        | 250          | 210          | 200          | 100          | 50           | 10           | 0            | 20           | 40           | 130          | 150          | 200          | 1410         |
| Днів з дощем            | 12           | 11           | 11           | 6            | 3            | 1            | 0            | 2            | 3            | 7            | 8            | 11           | 79           |
| Вологість повітря, %    | 78           | 80           | 80           | 79           | 75           | 72           | 64           | 60           | 59           | 68           | 74           | 77           | 72           |
| ----------------------- | ------------ | ------------ | ------------ | ------------ | ------------ | ------------ | ------------ | ------------ | ------------ | ------------ | ------------ | ------------ | ------------ |
| Джерело: Weatherbase    |              |              |              |              |              |              |              |              |              |              |              |              |              |